# Nicoletta Misler
Nicoletta Misler (en italien : Nicoletta Misler), née le 27 avril 1946 en Italie, est une historienne d'art, spécialisée dans l'étude de l'avant-garde russe, l'art contemporain en Europe de l'est et en Italie. Nicoletta Misler est professeure d'histoire de l'art à l'Université de Naples - L'Orientale à Naples en Italie dont les bâtiments sont situés dans le Palais Saluzzo di Corigliano.

### Ouvrages
- (ru) John Ellis Bowlt, Nicoletta Misler., Pavel Filonov, l'art analytique (Филонов. Аналитическое искусство), Moscou, [Советский художник (издательство)],‎ 1990, 248 p. (ISBN 5-269-00078-4)
- (ru) Misler Nikoletta (Мислер Николетта)., Вначале было тело ((it) In Principio era il corpo, Moscou., [Искусство — XXI век],‎ 2011, 448 p. (ISBN 978-5-98051-076-3)
- Nicoletta Misler et John E. Bowlt, Pavel Filonov: a hero and his fate : collected writings on art and revolution, 1914-1940,, Silvergirl, 1983 (ISBN 978-0-941-43205-4)
- (en) Misler, Nicoletta et Bowlt, John E., The Russian art of movement, Turin, 2017, 471 p. (ISBN 978-88-422-2387-0, lire en ligne)
- La via Italiana al realismo La politica culturale artistica del P.C.I. dal 1944 al 1956. Milan, Gabriele Mazzotta editore, 1976, 418-[1, 1 (Indice delle illustrazioni nel testo), 1 (indice delle illustrazioni fuori testo), 2 (catalogo editore)]pp.

### Articles
- N Misler, « Apocalypse et paysannerie russe. La guerre mondiale dans la peinture primitiviste de Natalia Goncharova (Апокалипсис и русское крестьянство. Мировая война в примитивистской живописи Наталии Гончаровой) », 1, Moscou., Н. Гончарова, М. Ларионов: Исследования и публикации. Сборник статей / Комиссия по изучению искусства авангарда 1910—1920-х гг.,‎ 2001, p. 31-42 (ISBN 5-02-022615-7)
- (ru) Nicoletta Misler., « Mikhaïl Nesterov et les philosophes religieux russes (Михаил Нестеров и русские религиозные философы) », 2 (15),‎ 2007 (lire en ligne)

- (ru) Nicoletta Misler ., « Costume, corps, mouvement : histoire du costume, naissance et fin de la nouvelle danse (Костюм, тело, движение: история костюма. Рождение и конец нового танца) », 29 (осень), [Новое литературное обозрение],‎ 2013 (lire en ligne [archive du 29 mai 2014])
- (ru) Nicoletta Misler (Мислер Николетта). et Auteurs-compilateurs Vassili Rakitine (ru), Andreï Sarabianov (ru); Научный редактор А. Д. Сарабьянов, « Valentin Parnakh (Парнах Валентин Яковлевич) », 1, Moscou., RA, Global Expert & Service Team, t. II: Л—Я,‎ 2013 (ISBN 978-5-902801-11-5)
- (ru) [Споров, Дмитрий Борисович]., « John Ellis Bowlt et Nicoletta Misler sur les veuves d'artistes (Джон Боулт и Николетта Мислер о вдовах художников, исследователях и коллекционерах русского авангарда) », 1, Фонд «Устная история»,‎ 4 mars 2014 (lire en ligne [archive du 29 mai 2014])